# Lloyd Bacon
Lloyd Francis Bacon (San José, 4 december 1889 – Burbank, 15 november 1955) was een Amerikaans regisseur.

## Loopbaan
Lloyd Bacon begon zijn loopbaan als toneelacteur. In 1915 maakte hij aan de zijde van Charlie Chaplin en Broncho Billy Anderson de overstap naar de filmindustrie.  Hij ging in 1918 in het kielzog van Chaplin naar de filmstudio Mutual en het jaar daarop naar Triangle. In 1921 begon Bacon zelf korte films te regisseren voor de productiemaatschappij Keystone Corporation. Tegen het einde van de jaren 20 brak hij door als regisseur. In 1928 bezorgde hij de zanger Al Jolson zijn grootste financiële succes met de film The Singing Fool. Zo stond hij al vlug bekend als regisseur van muziekfilms. Hij werkte daarbij dikwijls samen met de regisseur Busby Berkeley. Bacon gold als een vakman met ervaring in vrijwel elk filmgenre, die ook met beperkte financiële middelen goede films kon produceren.
Hij stierf in 1955 aan de gevolgen van een hersenbloeding.

## Filmografie
- 1926: Broken Hearts of Hollywood
- 1926: Private Izzy Murphy
- 1927: Finger Prints
- 1927: White Flannels
- 1927: The Heart of Maryland
- 1927: A Sailor's Sweetheart
- 1927: Brass Knuckles
- 1928: Pay as You Enter
- 1928: The Lion and the Mouse
- 1928: Women They Talk About
- 1928: The Singing Fool
- 1929: Stark Mad
- 1929: No Defense
- 1929: Honky Tonk
- 1929: Say It with Songs
- 1929: So Long Letty
- 1930: The Other Tomorrow
- 1930: She Couldn't Say No
- 1930: A Notorious Affair
- 1930: Moby Dick
- 1930: The Office Wife
- 1931: Fifty Million Frenchmen
- 1931: Sit Tight
- 1931: Kept Husbands
- 1931: Gold Dust Gertie
- 1931: Honor of the Family
- 1931: Manhattan Parade
- 1932: Fireman, Save My Child
- 1932: The Famous Ferguson Case
- 1932: Miss Pinkerton
- 1932: Crooner
- 1932: You Said a Mouthful
- 1933: 42nd Street
- 1933: Picture Snatcher
- 1933: Mary Stevens, M.D.
- 1933: Footlight Parade
- 1933: Son of a Sailor
- 1934: Wonder Bar
- 1934: A Very Honorable Guy
- 1934: He Was Her Man
- 1934: Here Comes the Navy
- 1934: 6 Day Bike Rider
- 1935: Devil Dogs of the Air
- 1935: In Caliente
- 1935: Broadway Gondolier
- 1935: The Irish in Us
- 1935: Frisco Kid
- 1936: Sons o' Guns
- 1936: Cain and Mabel
- 1936: Gold Diggers of 1937
- 1937: Marked Woman
- 1937: San Quentin
- 1937: Ever Since Eve
- 1937: Submarine D-1
- 1938: A Slight Case of Murder
- 1938: Cowboy from Brooklyn
- 1938: Racket Busters
- 1938: Boy Meets Girl
- 1939: Wings of the Navy
- 1939: The Oklahoma Kid
- 1939: Indianapolis Speedway
- 1939: Espionage Agent
- 1939: A Child Is Born
- 1939: Invisible Stripes
- 1940: Three Cheers for the Irish
- 1940: Brother Orchid
- 1940: Knute Rockne, All American
- 1941: Honeymoon for Three
- 1941: Footsteps in the Dark
- 1941: Affectionately Yours
- 1941: Navy Blues
- 1942: Larceny, Inc.
- 1942: Wings for the Eagle
- 1942: Silver Queen
- 1943: Action in the North Atlantic
- 1944: The Fighting Sullivans
- 1944: Sunday Dinner for a Soldier
- 1945: Captain Eddie
- 1946: Home Sweet Homicide
- 1946: Wake Up and Dream
- 1947: I Wonder Who's Kissing Her Now
- 1948: You Were Meant for Me
- 1948: Give My Regards to Broadway
- 1948: An Innocent Affair
- 1949: Mother Is a Freshman
- 1949: It Happens Every Spring
- 1949: Miss Grant Takes Richmond
- 1950: The Good Humor Man
- 1950: Kill the Umpire
- 1950: The Fuller Brush Girl
- 1951: Call Me Mister
- 1951: The Frogmen
- 1951: Golden Girl
- 1953: The I Don't Care Girl
- 1953: The Great Sioux Uprising
- 1953: Walking My Baby Back Home
- 1953: The French Line
- 1954: She Couldn't Say No